# Кубок України з футболу серед аматорів 2017—2018
Кубок України з футболу серед аматорських команд 2017—2018 — 21-й розіграш Кубка України під егідою ААФУ.

## Учасники
У розіграші Кубка братимуть участь 40 аматорських команд із 17 областей України і м. Києва.
| Команда             | Місто/село                    | Область           |
| ------------------- | ----------------------------- | ----------------- |
| «Авангард»          | м. Корюківка                  | Чернігівська      |
| «Агро-Астра»        | Немирівський район            | Вінницька         |
| «Агробізнес TSK»    | м. Ромни                      | Сумська           |
| «Вікторія»          | смт Миколаївка                | Сумська           |
| «ВПК-Агро»          | с. Шевченківка                | Дніпропетровська  |
| «Гірник»            | м. Кривий Ріг                 | Дніпропетровська  |
| ДГ «Шевченківське»  | c. Денихівка                  | Київська          |
| СКК «Демня»         | с. Демня                      | Львівська         |
| «Джуніорс СБ»       | Києво-Святошинський район     | Київська          |
| «Дружба»            | м. Новомиколаївка             | Херсонська        |
| «ДСО-Поділля»       | Тернопільський район          | Тернопільська     |
| «Єдність»           | с. Плиски                     | Чернігівська      |
| «Зоря»              | м. Рубіжне                    | Луганська         |
| «Ізотоп-РАЕС»       | м. Вараш                      | Рівненська        |
| ФК «Калуш»          | м. Калуш                      | Івано-Франківська |
| СК «Каховка»        | м. Каховка                    | Херсонська        |
| «Колос»             | смт Асканія-Нова              | Херсонська        |
| ФК «Кривий Ріг»     | м. Кривий Ріг                 | Дніпропетровська  |
| «Кристал»           | м. Херсон                     | Херсонська        |
| «ЛНЗ-Лебедин»       | с. Лебедин                    | Черкаська         |
| «Маяк»              | м. Сарни                      | Рівненська        |
| «Меліоратор»        | с. Кам'янка                   | Херсонська        |
| «Металург»          | м. Запоріжжя                  | Запорізька        |
| ФК «Миколаїв»       | м. Миколаїв                   | Львівська         |
| «Нива»              | м. Теребовля                  | Тернопільська     |
| ОДЕК                | смт Оржів                     | Рівненська        |
| «Олімпія»           | c. Савинці                    | Полтавська        |
| «Покуття»           | м. Коломия                    | Івано-Франківська |
| «Рочин»             | м. Соснівка                   | Львівська         |
| «Рубікон»           | м. Київ                       | м. Київ           |
| «Сапфір»            | м. Краматорськ                | Донецька          |
| «Світанок-Агросвіт» | с. Шляхова                    | Вінницька         |
| «Севлюш»            | м. Виноградів                 | Закарпатська      |
| «Таврія-Скіф»       | с. Роздол                     | Запорізька        |
| «Факел»             | м. Липовець                   | Вінницька         |
| «Форум Авто»        | м. Краматорськ                | Донецька          |
| ФК «Хмельницький»   | м. Хмельницький               | Хмельницька       |
| «Чайка»             | с. Петропавлівська Борщагівка | Київська          |
| «Юність»            | с. Верхня Білка               | Львівська         |
| «Яруд»              | м. Маріуполь                  | Донецька          |

## Попередній етап
Матчі відбулися з 23 по 31 серпня 2017 року.
| Команда 1     | Заг.    | Команда 2       | 1-й матч | 2-й матч |
| ------------- | ------- | --------------- | -------- | -------- |
| ФК «Миколаїв» | 7:1     | «Севлюш»        | 4:1      | 3:0      |
| «Юність»      | 3:1     | «Ізотоп-РАЕС»   | 1:0      | 2:1      |
| «Маяк»        | 3:3 (ч) | «Агро-Астра»    | 2:2      | 1:1      |
| «Олімпія»     | 2:1     | ФК «Кривий Ріг» | 1:1      | 1:0      |
| «ЛНЗ-Лебедин» | 4:2     | «Джуніорс СБ»   | 2:1      | 2:1      |
| «Форум-Авто»  | 0:2     | «ВПК-Агро»      | 0:0      | 0:2      |
| «Таврія-Скіф» | 9:3     | «Меліоратор»    | 4:0      | 5:3      |
| «Зоря»        | 3:1     | «Сапфір»        | 1:1      | 2:0      |

## 1/16 фіналу
Перші матчі відбулися 10, 13 та 14 вересня, матчі-відповіді — 20, 23 та 27 вересня 2017 року.
| Команда 1          | Заг. | Команда 2           | 1-й матч | 2-й матч |
| ------------------ | ---- | ------------------- | -------- | -------- |
| «Рочин»            | 3:1  | «Покуття»           | 3:0      | 0:1      |
| «Юність»           | 0:2  | ОДЕК                | 0:0      | 0:2      |
| ФК «Миколаїв»      | 3:2  | «Нива»              | 2:2      | 1:0      |
| ФК «Калуш»         | 2:3  | СКК «Демня»         | 2:2      | 0:1      |
| ФК «Хмельницький»  | 0:2  | «Агро-Астра»        | 0:2      | 0:0      |
| «ЛНЗ-Лебедин»      | 4:0  | «Світанок-Агросвіт» | 3:0      | 1:0      |
| «Факел»            | 4:3  | «ДСО-Поділля»       | 2:2      | 2:1      |
| «Чайка»            | 0:1  | «Авангард»          | 0:0      | 0:1      |
| ДГ «Шевченківське» | 0:5  | «Єдність»           | 0:1      | 0:4      |
| «Вікторія»         | 5:0  | «Рубікон»           | 1:0      | 4:0      |
| «Агробізнес TSK»   | 3:2  | «Олімпія»           | 1:0      | 2:2      |
| «Металург»         | 7:3  | «Зоря»              | 6:0      | 1:3      |
| «Гірник»           | 5:4  | «Дружба»            | 1:1      | 4:3      |
| «Таврія-Скіф»      | 2:4  | «Кристал»           | 1:3      | 1:1      |
| «Яруд»             | 4:1  | «Колос»             | 2:1      | 2:0      |
| СК «Каховка»       | 1:2  | «ВПК-Агро»          | 0:1      | 1:1      |

## 1/8 фіналу
Жеребкування відбулося 22 вересня 2017 року. Перші матчі відбулися 4 та 5 жовтня, матчі-відповіді — 11 жовтня 2017 року.
| Команда 1        | Заг.    | Команда 2     | 1-й матч | 2-й матч |
| ---------------- | ------- | ------------- | -------- | -------- |
| «Рочин»          | 2:2 (ч) | ОДЕК          | 0:0      | 2:2      |
| ФК «Миколаїв»    | 1:3     | СКК «Демня»   | 0:1      | 1:2      |
| «Агро-Астра»     | 2:8     | «ЛНЗ-Лебедин» | 2:4      | 0:4      |
| «Факел»          | 4:4 (ч) | «Авангард»    | 0:3      | 4:1      |
| «Вікторія»       | 7:4     | «Єдність»     | 4:2      | 3:2      |
| «Агробізнес TSK» | 2:6     | «Металург»    | 1:3      | 1:3      |
| «Гірник»         | 3:3 (ч) | «Кристал»     | 3:2      | 0:1      |
| «Яруд»           | 1:3     | «ВПК-Агро»    | 1:3      | 0:0      |

## 1/4 фіналу
Перші матчі відбулися 10 та 11 квітня, матчі-відповіді — 18 квітня 2018 року.
| Команда 1  | Заг. | Команда 2     | 1-й матч | 2-й матч |
| ---------- | ---- | ------------- | -------- | -------- |
| «Рочин»    | 2:0  | СКК «Демня»   | 2:0      | 0:0      |
| «Факел»    | 2:7  | «ЛНЗ-Лебедин» | 0:2      | 2:5      |
| «Металург» | 1:2  | «Вікторія»    | 1:0      | 0:2      |
| «Кристал»  | 2:4  | «ВПК-Агро»    | 2:0      | 0:4      |

## 1/2 фіналу
Жеребкування відбулося 22 квітня 2018 року. Перші матчі відбулися 2 травня, матчі-відповіді — 9 травня 2018 року.
| Команда 1  | Заг. | Команда 2     | 1-й матч | 2-й матч |
| ---------- | ---- | ------------- | -------- | -------- |
| «Рочин»    | 0:2  | «ЛНЗ-Лебедин» | 0:1      | 0:1      |
| «ВПК-Агро» | 0:2  | «Вікторія»    | 0:1      | 0:1      |

## Фінал
Жеребкування відбулося 11 травня 2018 року. Перший матч відбувся 20 травня, матч-відповідь — 10 червня 2018 року. 
| Команда 1  | Заг. | Команда 2     | 1-й матч | 2-й матч |
| ---------- | ---- | ------------- | -------- | -------- |
| «Вікторія» | 2:3  | «ЛНЗ-Лебедин» | 0:3      | 2:0      |

| Володар Кубка України серед аматорів 2017—2018 |
| ---------------------------------------------- |
| «ЛНЗ-Лебедин» Вперше                           |